# WTA Challenger Oeiras
Das WTA Challenger Oeiras (offiziell: Oeiras Ladies Open) ist ein Tennisturnier der WTA Challenger Series, das seit 2024 in der portugiesischen Stadt Oeiras ausgetragen wird. Zeitgleich findet dort ein Herrenturnier im Rahmen der ATP Challenger Tour statt.

## Siegerliste

### Einzel
| Jahr | Siegerin     | Finalgegnerin  | Ergebnis      |
| ---- | ------------ | -------------- | ------------- |
| 2024 | Suzan Lamens | Clara Tauson   | 6:4, 5:7, 6:4 |
| 2025 | Dalma Gálfi  | Katie Volynets | 4:6, 6:1, 6:2 |

### Doppel
| Jahr | Siegerinnen                   | Finalgegnerinnen                    | Ergebnis |
| ---- | ----------------------------- | ----------------------------------- | -------- |
| 2024 | Francisca Jorge Matilde Jorge | Harriet Dart Kristina Mladenovic    | 6:0, 6:4 |
| 2025 | Francisca Jorge Matilde Jorge | Anastasia Dețiuc Patricia Maria Țig | 6:1, 6:2 |